# Stelis rudbeckiarum
Stelis rudbeckiarum är en biart som beskrevs av Cockerell 1904. Stelis rudbeckiarum ingår i släktet pansarbin, och familjen buksamlarbin. Inga underarter finns listade i Catalogue of Life.